# Sant’Angelo in Colle
Sant’Angelo in Colle ist ein Ortsteil (Fraktion, italienisch frazione) von Montalcino in der Provinz Siena, Region Toskana in Italien.

## Geografie
Der Ort liegt ca. 8 km südwestlich des Hauptortes Montalcino und ca. 40 km südöstlich der Provinzhauptstadt Siena im Gebiet des Val d’Orcia (Orciatal). Der Ort liegt bei 444 m und hatte 2001 ca. 160 Einwohner. 2017 waren es 204 Einwohner. Der Ort Castelnuovo dell’Abate (ebenfalls Ortsteil von Montalcino) liegt ca. 5 km östlich. Kurz südlich des Ortes fließt der Fluss Orcia, der kurz später in den Ombrone mündet. Südlich des Orcia beginnt das Gemeindegebiet von Castel del Piano, südwestlich das von Cinigiano.

## Geschichte
Erstmals erwähnt wurde der Ort 715. Im Jahr 1208 unterstand der Ort dem Schutz der Republik Siena. 1225 wurde dieses Abkommen in dem Actum in castro Sancti Angeli in Colle verstärkt. Zu diesem Zeitpunkt diente der Ort Siena, um Montalcino unter Kontrolle zu halten. Dieses wurde erst 1260 nach der Schlacht von Montaperti unter seneser Kontrolle gestellt. Die Republik Siena errichtete 1265 die Stadtmauern. In den 80er Jahren des 13. Jahrhunderts wurde der Ort ein Lehen der Familie Salimbeni. Im 14. Jahrhundert hatte der Ort als Grancia und somit als Lieferant für Lebensmittel  eine besondere Bedeutung für Santa Maria della Scala. Im Konflikt zwischen Siena und Florenz blieb der Ort nach der seneser Niederlage 1555 im Machtbereich der Republik Siena, die sich bis zum Frieden von Cateau-Cambrésis 1559 in Montalcino im Exil aufhielt. Bis 1777 war der Ort eigenständige Gemeinde und wurde dann Ortsteil von Montalcino.

## Sehenswürdigkeiten

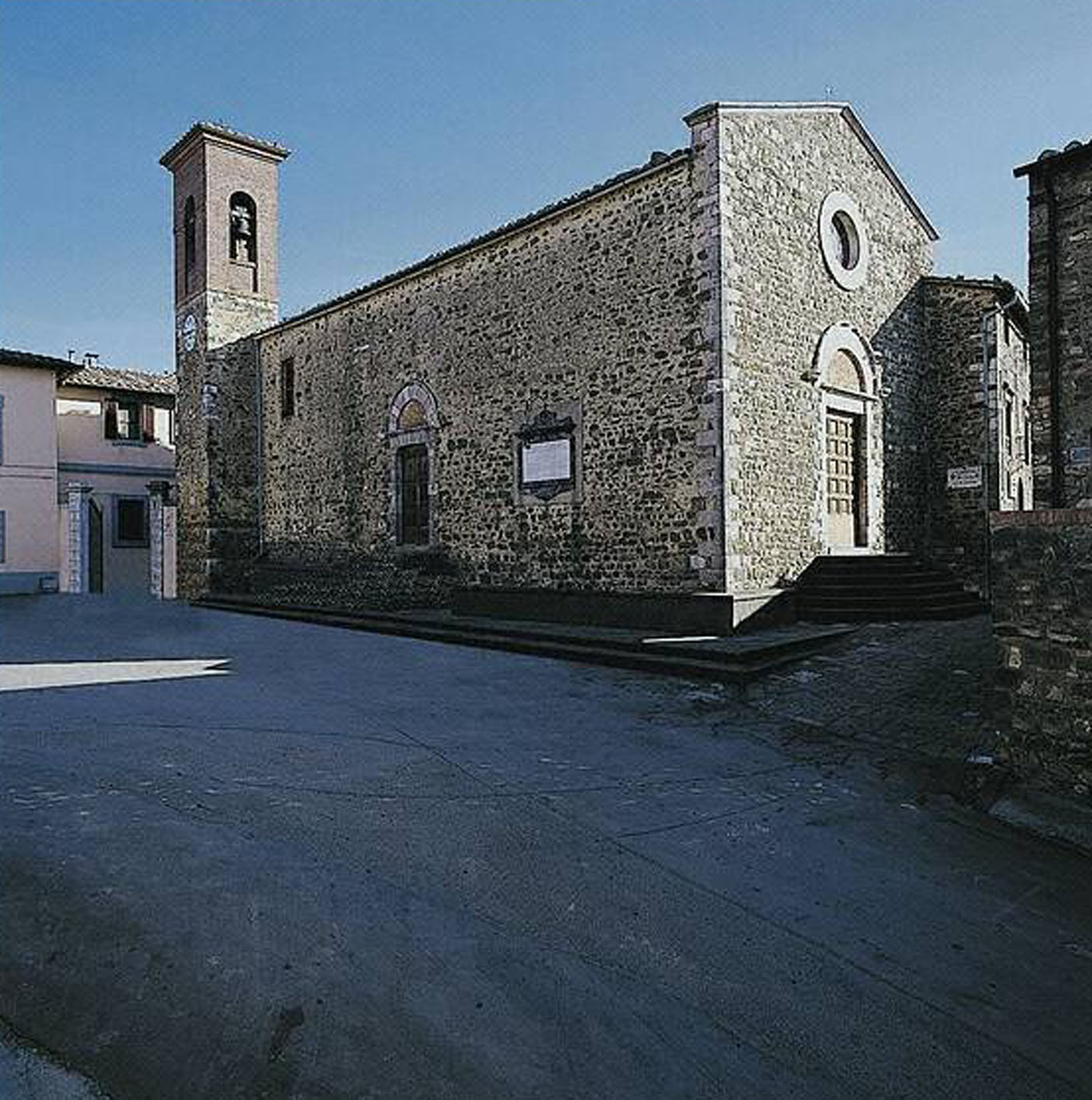
Die Kirche San Michele Arcangelo im Ortskern

- Pieve di San Michele Arcangelo, Pieve im Ortskern am Piazza Castello, die erstmals 1212 erwähnt wurde. Enthält mehrere Fresken unbekannter seneser Künstler (Madonna col Bambino in Trono tra i Santi Giovanni Battista, Antonio Abate e Stefano, in der ersten Hälfte des 14. Jahrhunderts entstanden, San Leonardo, Ende des 14. Jahrhunderts entstanden, Resurrezione di Cristo, 1477 entstanden). Enthält zudem die Werke Estasi di San Carlo Borromeo von Raffaello Vanni[5] und Madonna del Rosario von Francesco Rustici[1]. Die von hier stammenden Holzgemälde San Pietro und San Paolo von Ambrogio Lorenzetti wurden an die Pinacoteca Nazionale di Siena abgegeben, die Werke San Michele Arcangelo e il Battista (Martino di Bartolomeo) und San Bernardino di Siena (Vecchietta) befinden sich heute im Museum von Montalcino.[5]
- Chiesa della Madonna della Misericordia, Kirche im Ortskern in der Via Calcinaio. Entstand von 1889 bis 1909, die Sakristei und der Campanile erst 1935. Enthält ein Gemälde (Vergine col Bambino, auch Madonna della Misericordia genannt) aus dem Umfeld des Ambrogio Lorenzetti aus dem Jahr 1346, das der Chiesa di San Pietro entstammt.[5]
- Torrione del Palazzaccio, Hauptturm des ehemaligen Palastes (Cassero) mit Turm.[6]
- Chiesa di San Pietro, Kirche kurz außerhalb der Stadtmauern und südlich gelegen. Wurde bereits 1464 erwähnt und 1849 und 1890 renoviert.[5]

## Verkehr
- Sant’Angelo in Colle liegt an der Provinzstraße Strada Provinciale 14, auch Traversa dei Monti genannt. Diese verbindet den Ort nach Norden über den Pass Passo del Lume Spento (621 m[8]) und den Poggio Civitella (661 m) mit Montalcino. Nach Süden führt die Straße zum Fluss Orcia und mündet in die Straße, die die Orte des Monte Amiata mit Paganico verbindet (SP 64).
- Der Bahnhof Stazione di Sant’Angelo-Cinigiano liegt ca. 3 km südwestlich des Ortes im Ortsteil Sant’Angelo Scalo (106 m, ca. 185 Einwohner) am Fluss Orcia. Der Bahnhof war bis 1994 aktiv und lag an der Bahnstrecke Asciano-Monte Antico (Gemeindegebiet von Civitella Paganico). Bis 2015[9] wurde der Bahnhof nur noch in den Sommermonaten mit historischen Zügen angefahren.

## Bilder

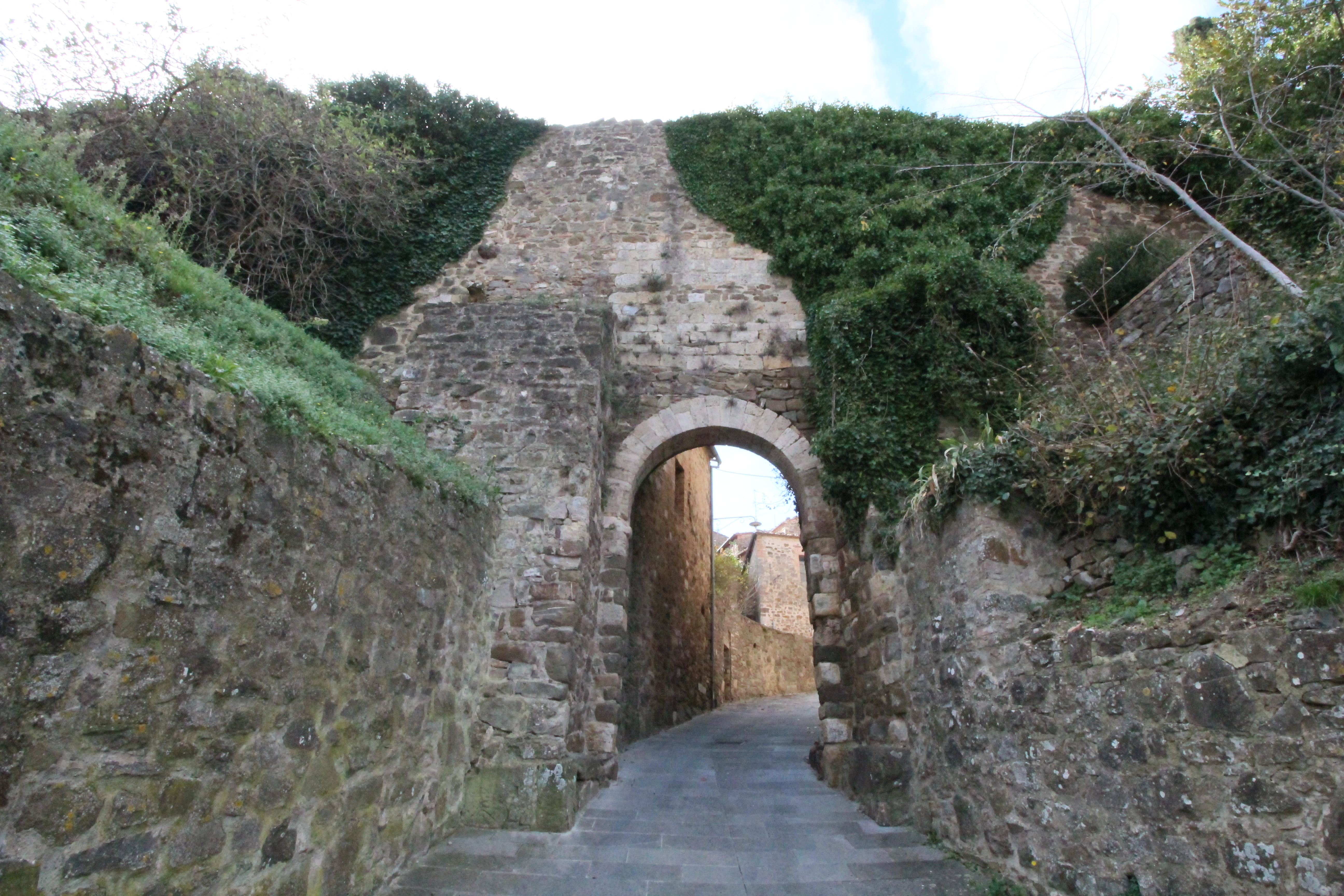
Das Eingangstor Porta Vecchia
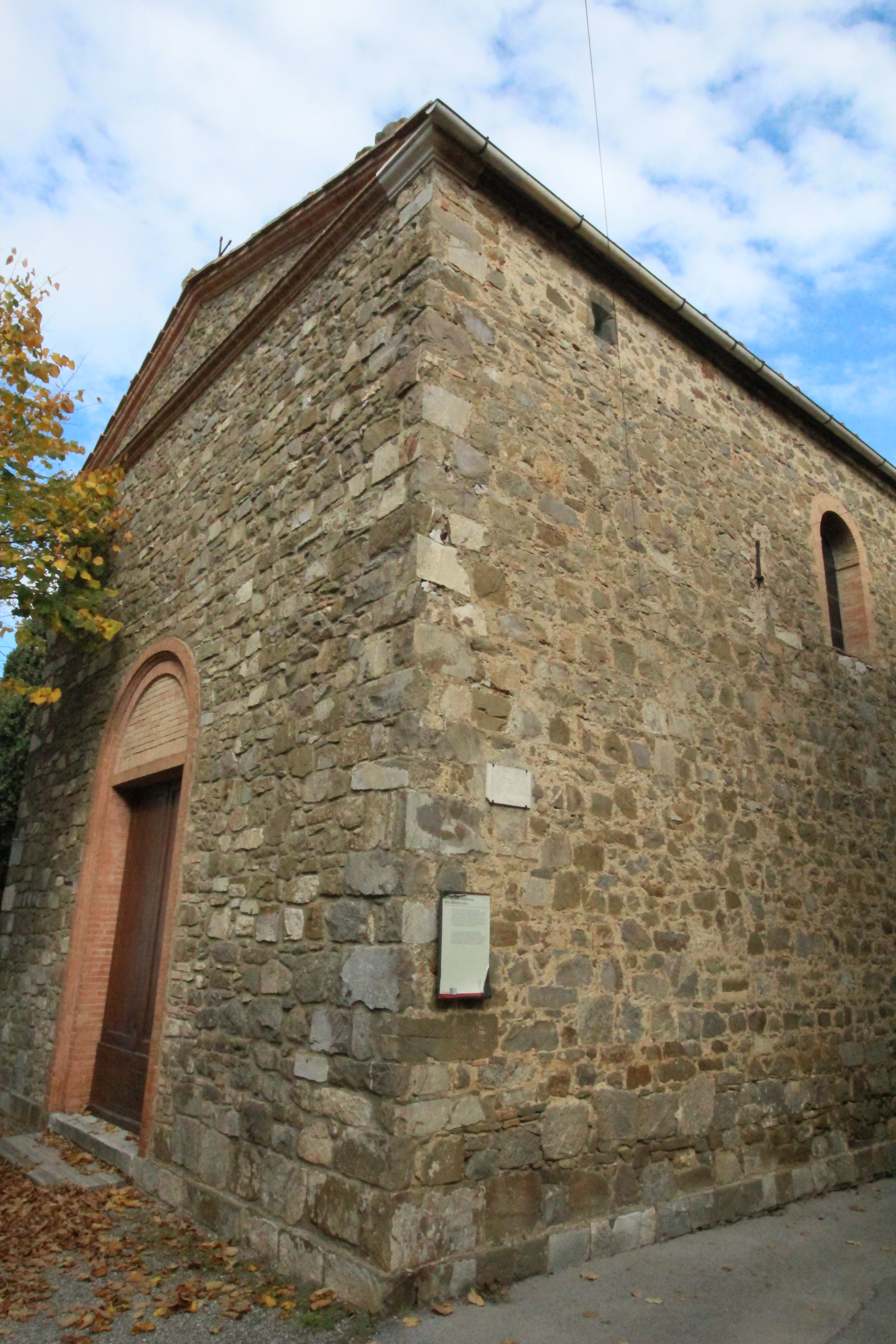
Die Kirche Chiesa della Madonna della Misericordia
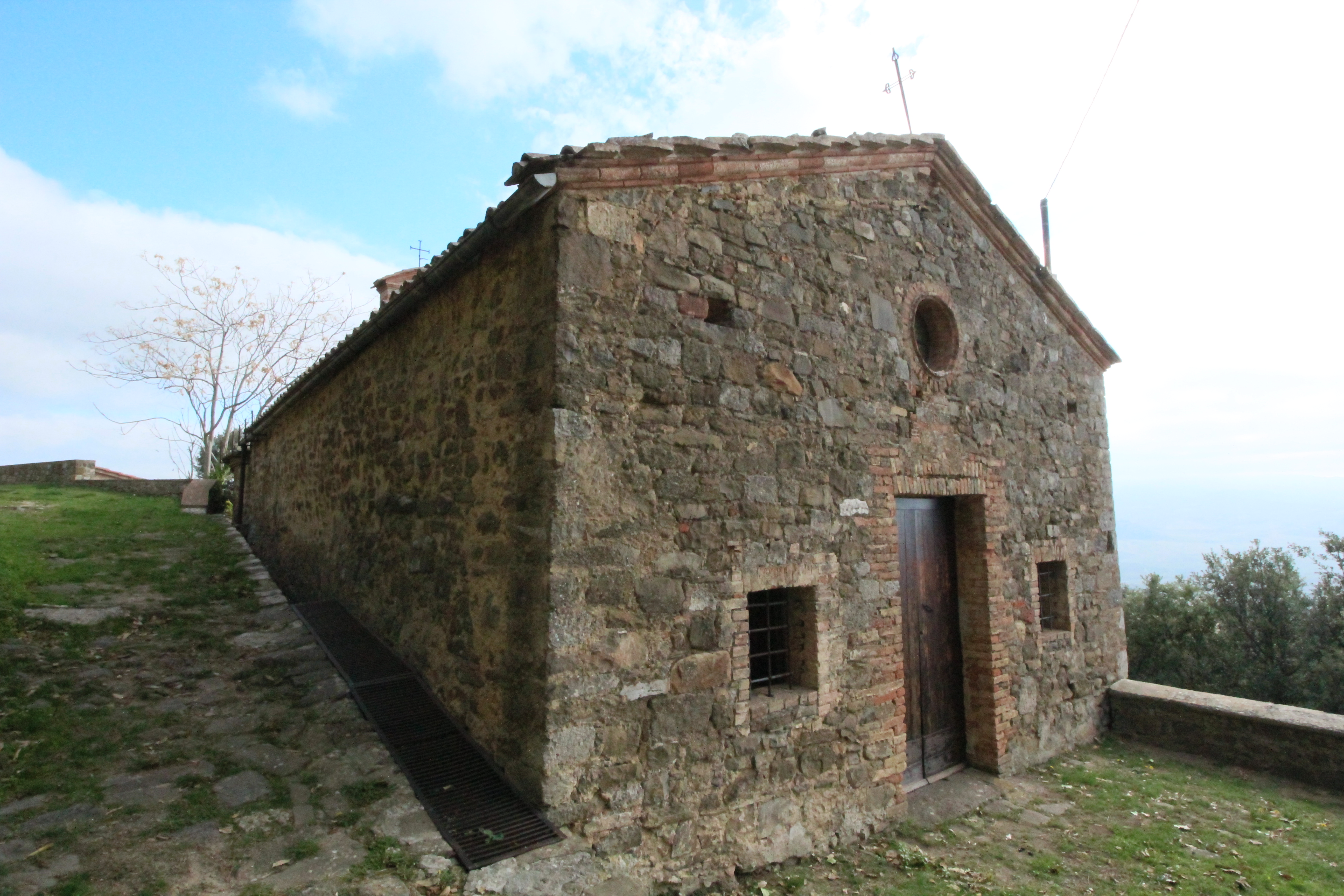
Die Kirche Chiesa di San Pietro
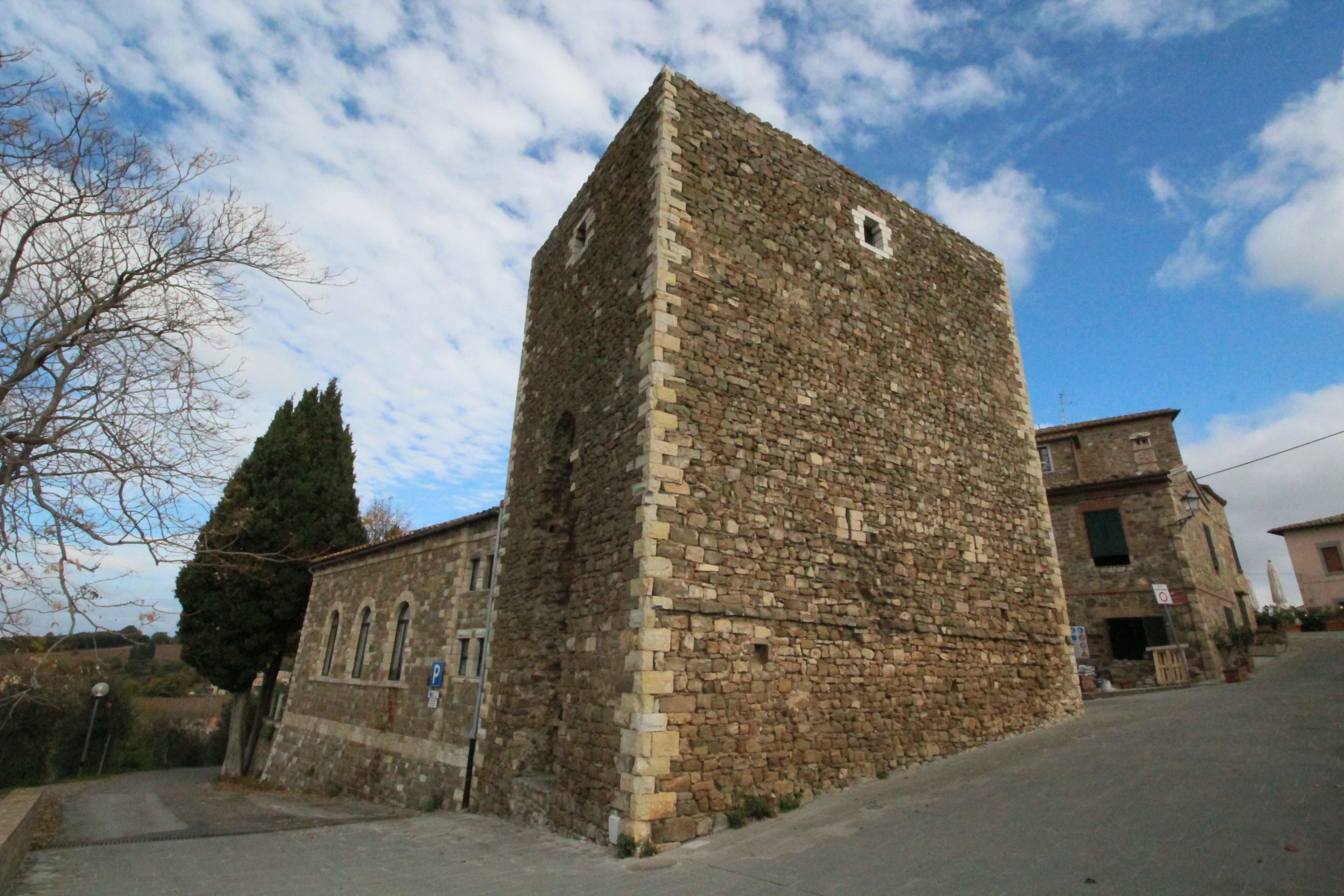
Der Torrione mit Palazzaccio